# Michetta
Michetta, auch Micheta und Mitjeta, war ein spanisches Volumenmaß für Flüssigkeiten. In Alicante wurde es als Weinmaß verwendet.
- 1 Michetta = 1/16 Cantaro = 0,722 Liter